# جمهان الأسلمي
جمهان الأسلمي المدني، كان اسمه قبل إسلامه يعقوب القبطي هو مولى الأسلميين وتَابعي من رواة الحديث ، كنيته أبو العلاء أو أبو يعلى، عاش في عصر صدر الإسلام.

## شيوخه
- العباس بن عبد المطلب.
- علي بن أبي طالب.
- مهران بن فروخ المُلقب بسفينة مولى النبي محمد.

## تلاميذه
- حشرج بن نباتة.
- زيد بن أسلم أبو خالد العدوي.
- عبد الرحمن بن عمرو بن يحمد أبو عمرو الشامي.
- كثير بن جمهان أبو جعفر الأسلمي.
- معاذ بن عبد الرحمن بن حبيب.
- موسى بن عبيدة بن نشيط بن عمرو بن الحارث.

## روى عن
- سعد بْن أبي وقاص.
- عثمان بن عفان.
- أبي هريرة.
- أم بكرة الأسلمية.

## روى عنه
- عروة بْن الزبير.
- عمر بْن نبيه الكعبي.
- موسى بْن عبيدة الربذي.

## روى له
روى له: ابن ماجه حديثاً واحداً عن أبي هريرة: " لكل شيء زكاة، وزكاة الجسد الصوم، والصوم نصف الصبر ".

## رِتبته عند علماء الجرح والتعديل
- قال عنه أبو بكر البيهقي نُقِل عن أحمد بن حنبل أنه قال: لا أعرفه.
- قال عنه أحمد بن حنبل: لا أعرفه.
- قال عنه ابن حجر العسقلاني: مقبول.